# Звездане стазе
Звездане стазе (енгл. Star Trek) је америчка медијска франшиза која је почела играном серијом Звездане стазе: Оригинална серија (Star Trek: The Original Series) 1966. године, када је 8. септембра приказана прва епизода под насловом Клопка за људе (The Man Trap). Иако је серија током првобитног приказивања била слабо оцењена, током седамдесетих година стиче популарност током репризних приказивања. Резултат ове популарности била су настојања студија Парамаунт (Paramount) да се Звездане стазе врате на мале екране под насловом Звездане стазе: Фаза II (Star Trek: Phase II), која су 1979. године произвела Звездане стазе: Играни филм (Star Trek: The Motion Picture). За њега је по мишљењу многих заслужан успех филма Звездани ратови, и мада је генерално оцењен као неуспешан први покушај, улагање у продукцију попут визуелних ефеката знатно се исплатило у следећим филмовима који су је успешно користили са бољим сценаријима. Године 1987. серија се вратила на мале екране под називом Звездане стазе: Следећа генерација (Star Trek: The Next Generation), коју су следиле Звездане стазе: Дубоки свемир 9 (Star Trek: Deep Space Nine), Звездане стазе: Војаџер и Звездане стазе: Ентерпрајз (Star Trek: Enterprise). Поред играних, снимљене су и две сезоне анимиране серије, које су приказиване 1973. и 1974. године.

## Оригинална серија
Серија Звездане стазе, касније названа Оригинална серија, приказивана је 3 сезоне: од 1966. до 1969. године. Главни ликови оригиналне серије су капетан Џејмс Тајбиријус Кирк (James Tiberius Kirk), његов заменик Спок (Spock), и бродски доктор Леонард Х. Мекој (Leonard H. McCoy), који путују међузвезданим бродом Ентерпрајз (Enterprise) на петогодишњем истраживачком задатку и сусрећу се с разноразним ванземаљцима и њиховим обичајима, чиме се реализују драмски и акциони захтеви серије. Темеље серије поставили су разни писци научне фантастике под вођством продуцената Џина Роденберија (Gene Roddenberry) и Џина Куна (Gene Coon) и уреднице сценарија Дороти Фонтане (Dorothy Fontana), због чега се прва сезона серије генерално сматра најбољом. Квалитет серије знатно опада у трећој сезони, када јој се смањује буџет и када је напушта Џин Кун. Због тога је њено емитовање пребачено у мање популаран термин.

## Следећа генерација
Након успеха последњих неколико филмова, студио Парамаунт враћа Звездане стазе на телевизију под вођством Џина Роденберија. Он окупља неколико чланова тима из старе серије, укључујући Боба Џастмана (Bob Justman), Дороти Фонтану, Дејвида Џеролда (David Gerrold), и Била Тајса (Bill Theiss). Ипак, ова верзија неће бити налик старој — већ за први филм, у који је био највише укључен, Роденбери је почео да претвара Звездане стазе у утопистичку визију будућности у којој нема сиромаштва и капитализма, по чему се нова серија знатно разликује од претходне. Следећа генерација бележи путовања новог међузвезданог брода Ентерпрајз, сто година након дешавања оригиналне серије. Главни ликови су: капетан Жан-Лук Пикард, први официр Вилијам Т. Рајкер, поручник Дејта, поручник Ворф, шеф обезбеђења Таша Јар (у првом серијалу гине, а на њено место долази Ворф), машински инжењер Џорди Лафорџ, бродска саветница Дијана Трој и бродска докторка Др Беверли Крашер. Конфликт између ликова је знатно смањен, а сама серија почиње да се бави дугорочним проблемима у познатом свемиру попут клингонске, кардасијанске и ромуланске политике, више него самим истраживањем. Снимљено је 7 сезона овог серијала, од 1987. до 1994. године. Бројни односи и расе представљени у овом серијалу постаће основа појединих епизода у серијалима Дубоки свемир 9 и Војаџер. Међу поклоницима серијала и критичарима овај серијал се сматра најбољим.

## Дубоки свемир 9
Дубоки свемир 9 је трећи серијал Звезданих стаза. Серија се почела приказивати 1993. године, а снимљено је укупно седам сезона. Радња се одвија на свемирској станици Дубоки свемир 9, што изазива критике које су упућивали поклоници серије (јер се радња одвија у стационарном окружењу, а не на свемирском броду), тако да се од треће сезоне појављује подршка станици у виду свемирског брода USS Defiant. Серија је боље прихваћена од серије Војаџер, али не тако добро као Следећа генерација. У серији су главни ликови командант Бенџамин Сиско, бејџорска официрка Кира Нерис, официр за науку Џадзија Декс, наредник Мајлс О’Брајан, шеф осигурања Одо, доктор Џулијан Башир, командантов син Џејк Сиско и ференгијски бармен Кварк. У четвртој сезони посади се придружио и капетан Ворф са уништеног Ентерпрајза Д. Крајем 6. сезоне Џадзија Декс гине, а уместо ње се појављује поручница Езри Декс.

## Војаџер
Војаџер је четврти серијал Звезданих стаза. Серију су створили Рик Берман (Rick Berman), Мајкл Пилер (Michael Piller) и Џери Тејлор (Jeri Taylor). Серија је приказивана од 1995. до 2001. године.
Радња серије прати путовање кући свемирског брода „Војаџер“ (Voyager), који је услед несрећног сплета околности пребачен на други крај галаксије. Путујући кроз још увек неистражени део галаксије, они доживљавају бројне авантуре, кроз које откривају нове планете и врсте и уједно траже начин да путовање учине што краћим. Главни ликови у серији су: капетан Кетрин Џејнвеј, први официр Чакотеј, шеф обезбеђења Тувок, главни инжењер Б'Елана Торес, кормилар брода Том Парис, официр за операције и комуникације Хари Ким, холограмски човек Доктор, Ниликс и Кес уместо које се од почетка треће сезоне појављује Седма од Девет.
Поред тога што представља прву ТВ серију из серијала „Звезданих стаза“ са рачунарски створеним специјалним ефектима, ова серија по први пут уводи лик женског капетана свемирског брода — Кетрин Џејнвеј, што је довело до критика и негодовања једног дела обожавалаца. Упркос томе, као и скромној оцени критике, постигавши велики успех код ТВ гледалаца, серија је успела да, захваљујући расту популарности из сезоне у сезону, освоји преко 20 награда и дупло више номинација.

## Ентерпрајз
Ентерпрајз је пети серијал Звезданих стаза. Творци серијала су Бренон Брага (Brannon Braga) и Рик Берман (Rick Berman). Серија прати авантуре првог људског свемирског брода са ворп брзином 5, Ентерпрајз, 10 година пре формирања Уједињене федерације планета, што значи да је у временском следу догађаја ово прва серија. Главни ликови у серији су: капетан Џонатан Арчер, командир Т'Пол, главни инжењер Чарлс Такер III, оружани официр Малком Рид, официр за комуникације Хоши Сато, кормилар Травис Мејведер и доктор Флокс.
Снимљене су 4 сезоне, а серија се приказивала од 2001. до 2005. године. Гледаност серије је у почетку била задовољавајућа, али касније брзо опада. Уз Оригиналну серију, ово је друга серија чије је снимање завршено од стране студија, а не од стране продуцената.

## Дискавери
Након више од једне деценије од завршетка претходне серије, у јануару 2017. године премијерно je приказана прва од 13 епизода нове серије — Звездане стазе: Дискавери. Серија увoди нове ликове, који нису везани за претходне серије, и нису везани за нове филмове са алтернативним временским током, већ су смештени у истом универзуму као и све претходне серије. У јулу 2016. откривено је да ће главни ликови бити стационирани на звезданом броду Дискавери (USS Discovery), по којем је серија и добила назив.

## Филмови
Укупно је снимљено 13 филмова:
Оригинални серијал
- Звездане стазе: Играни филм (Star Trek: The Motion Picture) (1979)
- Звездане стазе II: Канов гнев (Star Trek II: The Wrath of Khan) (1982)
- Звездане стазе III: Потрага за Споком (Star Trek III: The Search for Spock) (1984)
- Звездане стазе IV: Путовање кући (Star Trek IV: The Voyage Home) (1986)
- Звездане стазе V: Крајња граница (Star Trek V: The Final Frontier) (1989)
- Звездане стазе VI: Неоткривена земља (Star Trek VI: The Undiscovered Country) (1991)

Следећа генерација
- Звездане стазе: Генерације (Star Trek Generations) (1994)
- Звездане стазе: Први контакт (Star Trek: First Contact) (1996)
- Звездане стазе: Побуна (Star Trek: Insurrection) (1998)
- Звездане стазе: Немезис (Star Trek: Nemesis) (2002)

Нови серијал
- Звездане стазе (Star Trek) (2009)
- Звездане стазе: Према тами (Star Trek Into Darkness) (2013)
- Звездане стазе: Изван граница (Star Trek Beyond) (2016)

Првих 6 филмова настављају догађаје из Оригиналне серије, а седми повезује Оригиналну серију са Следећом генерацијом. Даља четири филма прате догађаје из Следеће генерације. Једанаести филм представља претходницу свих догађаја. У њему су догађаји из прве мисије Џејмса Кирка на Ентерпрајзу после дипломирања на Свемирској академији и унапређења у чин капетана. Дванаести филм се надовезује на једанаести, уз повратак негативца Кана.

## Анимирана серија
Догађаји у Анимираној серији следе догађаје из Оригиналне серије, а такође и ликови у обе серије су исти. Серија је приказивана под именом „Звездане стазе“, али је постала позната под именом „Анимирана серија“, како би се разликовала од Оригиналне серије. Успех Оригиналне серије, нарочито после реприза, резултовао је снимањем Анимиране серије 1973. и 1974. (укупно 22 епизоде у две сезоне), а затим и првог играног филма, 1979. Анимирана серија је први серијал Звезданих стаза који је добио награду Еми. За разлику од свих играних серија и филмова, Анимирана серија и неснимљена серија Фаза 2, као ни многобројне новеле, стрипови, видео игре и остали материјал, не сматрају се званичним медијима Звезданих стаза.

## Звездане стазе: Фаза II
- Главни чланак: Звездане стазе: Фаза II

Звездане стазе: Фаза II (Star Trek: Phase II) је била планирана серија, заснована (као и Анимирана серија) на ликовима из Оригиналне серије. Емитовање је било предвиђено за 1978. годину, према предлогу Парамаунт пикчерса. Серија је требало да прати догађаје посаде Ентерпрајза у другој петогодишњој мисији. Међутим, концепт серије је напуштен и серија никад није била снимљена.

## Културни утицај
Франшиза Звездане стазе је тренутно у власништву компаније CBS. Уводну реченицу: „да храбро иду где човек раније није ишао“ користила је Бела кућа после лансирања совјетског сателита Спутњик 1957. Главне личности (Кирк, Спок, Мекој) су описане на исти начин као у класичној митологији.
Роденбери је у почетку желео кроз серију критиковати политичке ставове омладине, међутим, маркетиншки ефекат је у каснијим серијалима надвладао, тако да се људско друштво на основу својих грешака из прошлости, претвара у друштво лишено насиља. Екстреман пример су Вулканци, који су имали веома насилну прошлост, али су научили да контролишу своје емоције. Поздрав Вулканаца са раздвојеним прстима се користио код раних јеврејских свештеника.
Серијали Звездане стазе су веома популарни у читавом свету, и тренутно се приказују на многим телевизијским програмима широм света. Културни утицај Звезданих стаза је далеко изнад утицаја њихових твораца. Конвенције љубитеља серијала су веома популарне. На конвенцијама се говори клингонским језиком, а љубитељи серијала се популарно називају Треки. Читава култура која је изникла из серијала је описана у истоименом филму.
Франшиза Звездане стазе је утицала на дизајн многих савремених технологија, као што су Tablet PC, PDA, мобилни телефон и магнетна резонанца (заснована на дијагностичкој табли Мекоја). Такође, концепт телепорта као узајамног претварања материје и енергије води порекло из серијала. 1976, после писане кампање, НАСА је назвала свој прототип спејс-шатла „Ентерпрајз“, по свемирском броду из серијала.